# Техника иконописи
Техника иконописи обычно заключается в том, что на деревянную основу с выбранным углублением — «ковчегом» (или без него) наклеивается ткань — «паволока». Далее наносится меловой или алебастровый грунт — «левкас». После шлифовки поверхности грунта на него переводится рисунок будущей иконы. Затем (в отдельных случаях) делается «графья» или «прорезь», прорезающая контур, с помощью заточенной иглы, позволяющая не сбиться в последующей работе. Что является важным требованием в работе с ликом. Этот процесс в русском иконописании называется «знаменить», а мастер, выполняющий эту работу, называется «знаменщик». 
Следующим этапом является позолота площадей нимбов и фона. Далее работа разделяется между личниками (они работают с лицом, а также с тем, что входит в понятие лика языка иконописи  - «маленькие лица нашего существа» руки и ноги) и доличниками (в их работу входит все остальное - тело, одежды, палаты, архитектура, деревья, скалы и прочее). 
Первый этап непосредственно живописной работы — «роскрышь» — прокладка основных тонов. Краски (яичная темпера на натуральных пигментах) в первую очередь накладываются на фоны, затем покрываются элементы пейзажа, растительность («тра́вы»), строения («пала́ты») и пр., а также одежды персонажей («доли́чное»). После этого тёмным тоном («санкирем») заполняются контуры ликов и другие обнажённые участки тела («лично́е»). Далее следует повторная обводка контуров рисунка. Следующий этап — «пробелка» доличного и «охрение» личного — постепенное высветление выпуклых частей изображения. Процесс работы над ликом завершает наложение «оживок» — светлых точек, пятен и черт в наиболее напряжённых участках изображения.
На заключительной стадии следует роспись одежд, волос и прочих необходимых деталей изображения творёным золотом, либо производится золочение на ассист. 
В русской иконописи икону создавали несколько мастеров, а если по каким-то причинам икона была написана от начала до конца одним мастером, то это было исключением и присутствие других мастеров как бы имелось ввиду. По словам Павла Флоренского,  «икона, даже первообразная, никогда не мыслилась произведением уединенного творчества, она существенно принадлежит соборному делу Церкви, и даже если бы по тем или иным причинам икона была от начала до конца написана одним мастером, то какое-то идеальное соучастие в ее написании других мастеров подразумевалось».
Важный и обязательный этап живописи — выполнение подписи, однозначно связывающей изображение с первообразом. По завершении всех работ икона покрывается защитным слоем — натуральной олифой.

## Символика процесса иконописи
Иконописец, создавая икону, подобен Богу-Творцу в создании мира (аналог семи дней Творения в книге Бытие Ветхого Завета). Первым на иконе появляется свет (название фона в иконописи), затем раскрывается позем (земля) и вода, растения, животные, строения, одежды и пр., последним появляется лик человека. После завершения живописи икона подвергается олифлению, «варёным маслом» (елеем) что рассматривается как аналог обряда елеопомазания.
Материалы, используемые в иконописи, представляют растительный (доска), минеральный (пигменты красок) и животный (яйцо темперы, рыбный или мездровый клей) мир. 
Образ не создаётся иконописцем, но проявляется на иконе, о чём свидетельствует терминология: изображение постепенно раскрывается в ходе роскрыши и последующих процессов иконописания.